# 460 هـ
460 هـ هي سنة في التقويم الهجري امتدت مقابلةً في التقويم الميلادي بين سنتي 1067 و1068.

## مواليد
- أمية بن عبد العزيز بن أبي الصلت
- أبو الصلت

## وفيات
- أبو الحسن الحلبي
- ابن شرف القيرواني
- محمد بن يوسف الإيلاقي
- أبو إسحاق الألبيري
- الشيخ الطوسي